# 鸦跖花金腰
鸦跖花金腰（学名：Chrysosplenium oxygraphoides）为虎耳草科金腰属下的一个种。

## 扩展阅读
- 維基物種上的相關：鸦跖花金腰